# Manuel Belda Tortosa
Manuel Belda Tortosa (1915-1942) fue un político y militar español.

## Biografía
Nació en Valencia en 1915. Se afiliaría a las Juventudes Comunistas en 1934. Tras el estallido de la Guerra civil se unió a las fuerzas republicanas, pasando a formar parte del Ejército Popular de la República. A finales de 1938 fue nombrado comandante de la 23.ª División, con el rango de mayor de milicias. Al final de la contienda marchó al exilio junto a otros españoles y se instaló en la Unión Soviética. Cursó estudios en la Academia militar Frunze. Tras el estallido de la Segunda Guerra Mundial se unió a una unidad de guerrilleros españoles que actuaba en la retaguardia alemana, realizando misiones de sabotaje. Murió en acción, hacia febrero de 1942.